# 奥林匹克运动会沙特阿拉伯代表团
沙特阿拉伯參加10次夏季奥林匹克运动会，首次參賽為在西德慕尼黑舉行的1972年夏季奥林匹克运动会。他们首次参加于2022年北京冬季奥林匹克运动会。

## 女性參賽

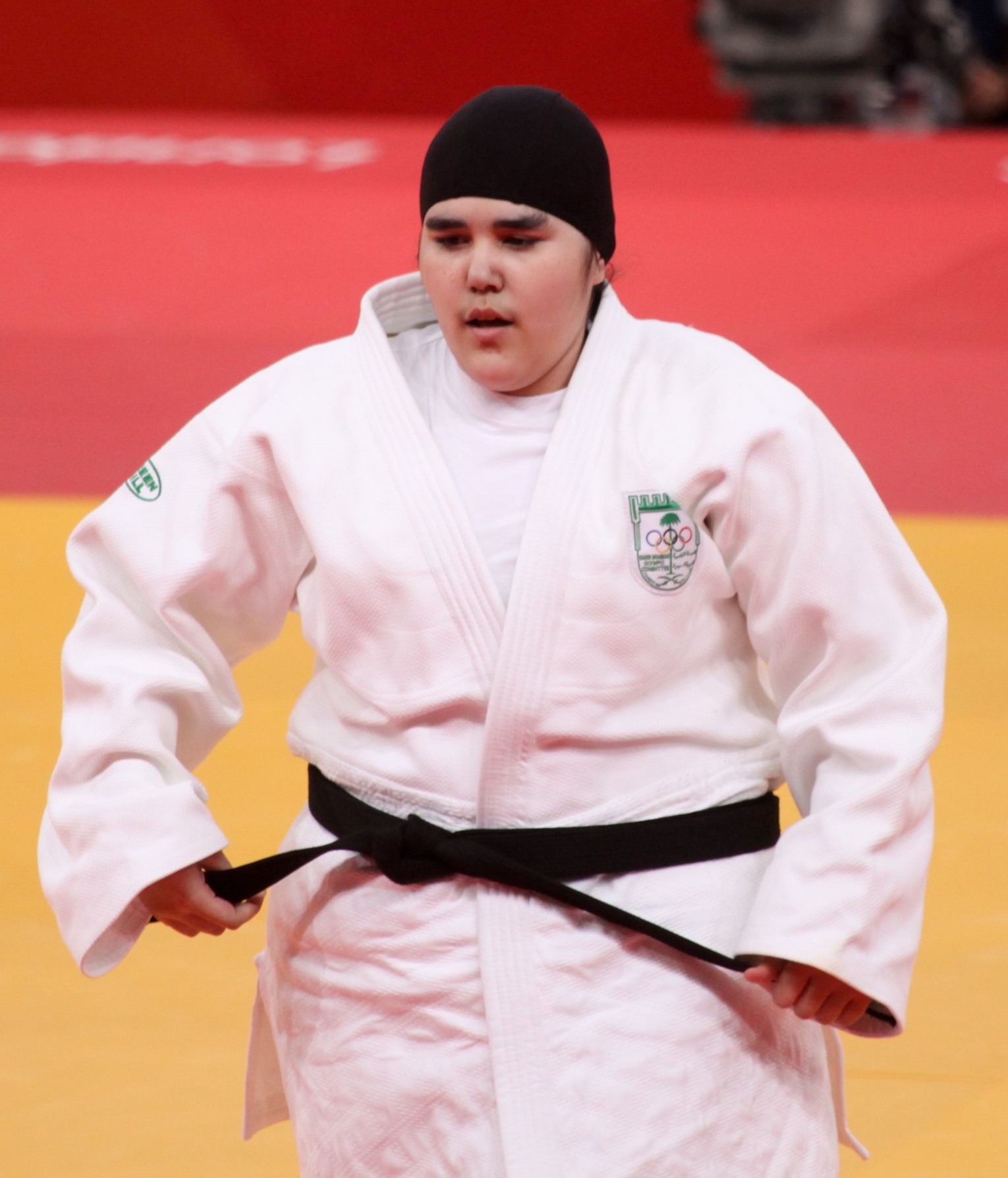
沃丹·沙赫卡尼為首位代表沙烏地阿拉伯參加奧運的女性運動員，她參加2012年夏季奧林匹克運動會柔道比賽

根據沙烏地阿拉伯法律，直到近期，女性是不得參加奧運的。然而國際奧林匹克委員會施壓沙烏地阿拉伯奧林匹克委員會派出女性運動員參加2012年夏季奧林匹克運動會之後，2012年6月沙烏地駐倫敦大使館宣布已經同意。
2010年，以國際奧林匹克委員會婦女和體育委員會主席阿妮塔·德弗朗茨為主的人們呼籲禁止沙烏地阿拉伯參加奧運，直到該國允許婦女參加競賽為止。在此前的2008年，海灣事務研究所所長阿里·艾哈邁德（Ali Al-Ahmed）也曾呼籲禁止沙烏地阿拉伯參加奧運，指出該國不准女運動員參賽違反國際奧林匹克委員會憲章。他表示性別歧視不應該比種族歧視更為可接受，他指出：「在過去15年中，世界各地的許多國際非政府組織一直試圖遊說國際奧委會，更有效地執行禁止性別歧視的規章。……雖然其努力確實導致了女性奧林匹克運動員的增加，但國際奧委會一直不願採取強硬立場，並對有歧視的國家採取暫停或開除會籍的手段。」
達爾瑪·魯西迪·瑪哈斯曾參與在新加坡舉行的2010年夏季青年奧林匹克運動會並在馬術項目獲得銅牌。
2012年7月12日，沙特阿拉伯同意派出兩名女性參加在英國倫敦舉行的2012年奧運會。兩名女性運動員是柔道的沃丹·沙赫卡尼與 800米跑者萨拉·阿特尔。在2012年6月以前，沙特阿拉伯禁止女性運動員參加奧運會。

## 獎牌統計

### 歷屆成績
| 賽事       | 金牌 | 銀牌 | 銅牌 | 合計 |
| 2000年悉尼 | 0    | 1    | 1    | 2    |
| 2012年倫敦 | 0    | 0    | 1    | 1    |
| 2020年東京 | 0    | 1    | 0    | 1    |
| 總計       | 0    | 2    | 2    | 4    |

### 各運動項目獎牌統計
| 項目   | 金牌 | 銀牌 | 銅牌 | 合計 |
| 田徑   | 0    | 1    | 0    | 1    |
| 空手道 | 0    | 1    | 0    | 1    |
| 馬術   | 0    | 0    | 2    | 2    |
| 總計   | 0    | 2    | 2    | 4    |

## 獎牌得主
| 獎牌 | 獎牌獲得者                                                         | 賽事       | 運動大項 | 項目             |
| ---- | ------------------------------------------------------------------ | ---------- | -------- | ---------------- |
| 銀牌 | Hadi Al-Somaily                                                    | 2000年悉尼 | 田徑     | 男子400米跨欄    |
| 銅牌 | Khaled Al Eid                                                      | 2000年悉尼 | 马术     | 個人障礙跳躍     |
| 銅牌 | Ramzy Al Duhami Abdullah Al Saud Kamal Bahamdan Abdullah Sharbatly | 2012年倫敦 | 馬術     | 團體場地障礙     |
| 銀牌 | 塔雷格·哈米迪                                                      | 2020年東京 | 空手道   | 男子75公斤以上級 |

## 註解
1. ↑  "Rice hopes Saudi women will soon compete in Olympics" （页面存档备份，存于）, AFP, August 17, 2008
2. ↑  "Saudi women vie for Olympic rights" （页面存档备份，存于）, BBC, June 13, 2008
3. ↑  Gardner, Frank. . BBC News. 24 June 2012  [24 June 2012]. （原始内容存档于2017-08-17）.
4. ↑  "Qatar decision to send female athletes to London 2012 increases pressure on Saudi Arabia" （页面存档备份，存于）, Inside the Games, July 1, 2010
5. ↑  "Bar countries that ban women athletes" （页面存档备份，存于）, Ali Al-Ahmed, New York Times, May 19, 2008
6. ↑  . My FOX NY.com.   [13 July 2012]. （原始内容存档于2012年7月17日）.
7. ↑  Gardner, Frank. . BBC News.   [13 July 2012]. （原始内容存档于2017-08-17）.
8. ↑  .   [2016-12-25]. （原始内容存档于2018-07-03）.
9. ↑  .   [2016-12-25]. （原始内容存档于2018-12-24）.
10. ↑  . 2021 Islamic Solidarity Games – sportdata.org.   [2022-08-21]. （原始内容存档于2022-08-20）.

## 外部連結
- . International Olympic Committee.   [2016-12-25]. （原始内容存档于2021-02-12）.
- . Olympic.org. International Olympic Committee.
- . International Olympic Committee.   [2016-12-25]. （原始内容存档于2020-09-24）.
- . Sports-Reference.com.   [2016-12-25]. （原始内容存档于2009-02-20）.